# Liu Jinli
Liu Jinli (en chino: 刘金莉; Qiqihar, 16 de marzo de 1989) es una deportista china que compitió en curling.
Participó en dos Juegos Olímpicos de Invierno, obteniendo una medalla de bronce en Vancouver 2010 y el quinto lugar en Pyeongchang 2018.
Ganó dos medallas en el Campeonato Mundial de Curling, en los años 2008 y 2009.

## Palmarés internacional
| Juegos Olímpicos   | Juegos Olímpicos          | Juegos Olímpicos  | Juegos Olímpicos |
| Año                | Lugar                     | Medalla           | Prueba           |
| ------------------ | ------------------------- | ----------------- | ---------------- |
| 2010               | Vancouver (Canadá)        | Medalla de bronce | Equipo           |
| Campeonato Mundial |                           |                   |                  |
| Año                | Lugar                     | Medalla           | Prueba           |
| 2008               | Vernon (Canadá)           | Medalla de plata  | Equipo           |
| 2009               | Gangneung (Corea del Sur) | Medalla de oro    | Equipo           |